# Trey Gowdy
Harold Watson "Trey" Gowdy III (Greenville (South Carolina), 22 augustus 1964) is een Amerikaans advocaat, politicus en voormalig openbaar aanklager. Tot 3 januari 2019 was Gowdy lid van het Huis van Afgevaardigden voor het 4e congresdistrict van South Carolina. Hij is Republikein en maakt deel uit van de Tea Party-beweging.

## Jeugd en opleiding
Trey Gowdy werd geboren op 22 augustus 1964 in Greenville. Hij groeide op in Spartanburg, waar hij post bezorgde voor de lokale winkel en ook op de markt werkte. Gowdy slaagde aan de Spartanburg High School in 1982 en haalde hierna zijn bachelor voor geschiedenis aan de Baylor University in 1986. Vervolgens haalde hij ook zijn rechtenbul aan de University of South Carolina in 1989.

## Carrière
Voor zijn congrescarrière was Gowdy van 1994 tot 2000 federaal officier van justitie in het district South Carolina en van 2000 tot 2010 als districtsprocureur voor het Zevende Gerechtelijk Circuit van South Carolina (de provincies Spartanburg en Cherokee). Vanaf 2014 tot 2016 was Gowdy voorzitter van de House Select Committee van de Verenigde Staten over gebeurtenissen rondom de terroristische aanslag in 2012 in Benghazi. Zijn onderzoekscommissie kostte meer dan twee en een half jaar en $ 7,8 miljoen en vond uiteindelijk geen bewijs van specifiek onrechtmatig handelen door de toenmalige minister van Buitenlandse Zaken Hillary Clinton. Gowdy drong aan op de vervolging van Hillary Clinton tijdens de presidentiële campagne van 2016. Vanaf 2017 tot 2019 was hij voorzitter van de House Oversight Committee. Op 31 januari 2018 kondigde Gowdy aan dat hij in 2018 niet herverkiesbaar zou zijn en een juridische carrière na wil streven.
- Library of Congress Control Number: no2015136016
- Biographical Directory of the United States Congress: G000566
- Virtual International Authority File: 335144783027859086607
- WorldCat: E39PBJh8RVq3bj3HbVTDCKBpT3